# Rajd Barbórka 2023
61 Rajd Barbórka – 61. edycja Rajdu Barbórki. Był to rajd samochodowy rozgrywany od 1 do 2 grudnia 2023 roku. Bazą rajdu było miasto Warszawa. Rajd obejmował siedem odcinków specjalnych. Ostatni ósmy odcinek nie zaliczany do rajdu, tzw. Kryterium Asów na ulicy Karowej była transmitowany na żywo w telewizji TVN Turbo.

## Zwycięzcy odcinków specjalnych[2]
| Dzień     | Numer odcinka | Nazwa odcinka            | Długość | Zwycięzca odcinka | Samochód               | Czas    | Lider rajdu       |
| --------- | ------------- | ------------------------ | ------- | ----------------- | ---------------------- | ------- | ----------------- |
| 2 grudnia | OS1           | Tor SŁOMCZYN I           | 3,85 km | Mikołaj Marczyk   | Škoda Fabia RS Rally2  | 2:52.47 | Mikołaj Marczyk   |
| 2 grudnia | OS2           | OS2 Tor SŁOMCZYN II      | 3,85 km | Mikołaj Marczyk   | Škoda Fabia RS Rally2  | 2:52.22 | Kacper Wróblewski |
| 2 grudnia | OS3           | OS3 Tor SŁUŻEWIEC I      | 5,38 km | Mikołaj Marczyk   | Škoda Fabia RS Rally2  | 4:18.28 | Kacper Wróblewski |
| 2 grudnia | OS4           | OS4 Tor SŁUŻEWIEC II     | 5,38 km | Mikołaj Marczyk   | Škoda Fabia RS Rally2  | 4:17.84 | Kacper Wróblewski |
| 2 grudnia | OS5           | OS5 Polfa TARCHOMIN I    | 4,90 km | Adam Sroka        | Škoda Fabia Rally2 evo | 4:53.63 | Kacper Wróblewski |
| 2 grudnia | OS6           | OS6 Polfa TARCHOMIN II   | 4,90 km | Łukasz Borowski   | Škoda Fabia RS Rally2  | 4:48.80 | Mikołaj Marczyk   |
| 2 grudnia | OS7           | OS7 Autodrom BEMOWO DUET | 1.78 km | Mikołaj Marczyk   | Škoda Fabia RS Rally2  | 4:48.80 | Mikołaj Marczyk   |

## Wyniki rajdu[3]
| Miejsce | Kierowca            | Pilot                 | Samochód               | Czas     | Strata | Grupa Klasa |
| ------- | ------------------- | --------------------- | ---------------------- | -------- | ------ | ----------- |
| 1       | Mikołaj Marczyk     | Szymon Gospodarczyk   | Škoda Fabia RS Rally2  | 25:52.41 | –      | R1          |
| 2       | Kacper Wróblewski   | Jakub Wróbel          | Škoda Fabia Rally2 evo | 25:54.74 | +2.33  | R1          |
| 3       | Wojciech Chuchała   | Sebastian Rozwadowski | Škoda Fabia Rally2 evo | 26:02.37 | +9.96  | R1          |
| 4       | Michał Ratajczyk    | Jędrzej Szcześniak    | Škoda Fabia Rally2 evo | 26:02.50 | +10.09 | R1          |
| 5       | Jarosław Szeja      | Marcin Szeja          | Škoda Fabia Rally2 evo | 26:06.16 | +13.75 | R1          |
| 6       | Adam Sroka          | Patryk Kielar         | Škoda Fabia Rally2 evo | 26:11.85 | +19.44 | R1          |
| 7       | Marek Nowak         | Adam Grzelka          | Škoda Fabia Rally2 evo | 26:16.03 | +23.62 | R1          |
| 8       | Łukasz Borowski     | Paweł Pochroń         | Škoda Fabia Rally2 evo | 26:20.72 | +28.31 | R1          |
| 9       | Łukasz Byśkiniewicz | Daniel Siatkowski     | Volkswagen Polo GTI R5 | 26:29.81 | +37.40 | R1          |
| 10      | Jarosław Kołtun     | Ireneusz Pleskot      | Ford Fiesta Rally2     | 26:32.43 | +40.02 | R1          |

## Kryterium Asów na Karowej[4]
Odcinek specjalny na ulicy Karowej w Warszawie to zawsze ostatnia próba Rajdu Barbórki, która nie jest zaliczana do klasyfikacji generalnej. W tym roku do startu w kryterium dopuszczonych było 45 załóg.
| Miejsce | Kierowca            | Pilot                 | Samochód               | Czas    | Strata | Grupa Klasa |
| ------- | ------------------- | --------------------- | ---------------------- | ------- | ------ | ----------- |
| 1       | Mikołaj Marczyk     | Szymon Gospodarczyk   | Škoda Fabia RS Rally2  | 2:10.75 | –      | R1          |
| 2       | Michał Ratajczyk    | Jędrzej Szcześniak    | Škoda Fabia Rally2 evo | 2:12.02 | +1.27  | R1          |
| 3       | Jarosław Szeja      | Marcin Szeja          | Škoda Fabia Rally2 evo | 2:12.67 | +1.92  | R1          |
| 4       | Jakub Matulka       | Daniel Dymurski       | Ford Fiesta Rally3     | 2:13.72 | +2.97  | R1          |
| 5       | Łukasz Byśkiniewicz | Daniel Siatkowski     | Volkswagen Polo GTI R5 | 2:13.82 | +3.07  | R1          |
| 6       | Kacper Terlikowski  | Patryk Rybarczyk      | Subaru Impreza GT      | 2:15.77 | +5.02  | R1          |
| 7       | Adam Sroka          | Patryk Kielar         | Škoda Fabia Rally2 evo | 2:16.95 | +6.20  | R1          |
| 8       | Wojciech Chuchała   | Sebastian Rozwadowski | Škoda Fabia Rally2 evo | 2:17.33 | +6.58  | R1          |
| 9       | Kacper Wróblewski   | Jakub Wróbel          | Škoda Fabia Rally2 evo | 2:18.13 | +7.38  | R1          |
| 10      | Kamil Bolek         | Łukasz Jastrzębski    | Škoda Fabia Rally2 evo | 2:19.15 | +8.40  | R1          |